# Mary Eleanor Wilkins Freeman

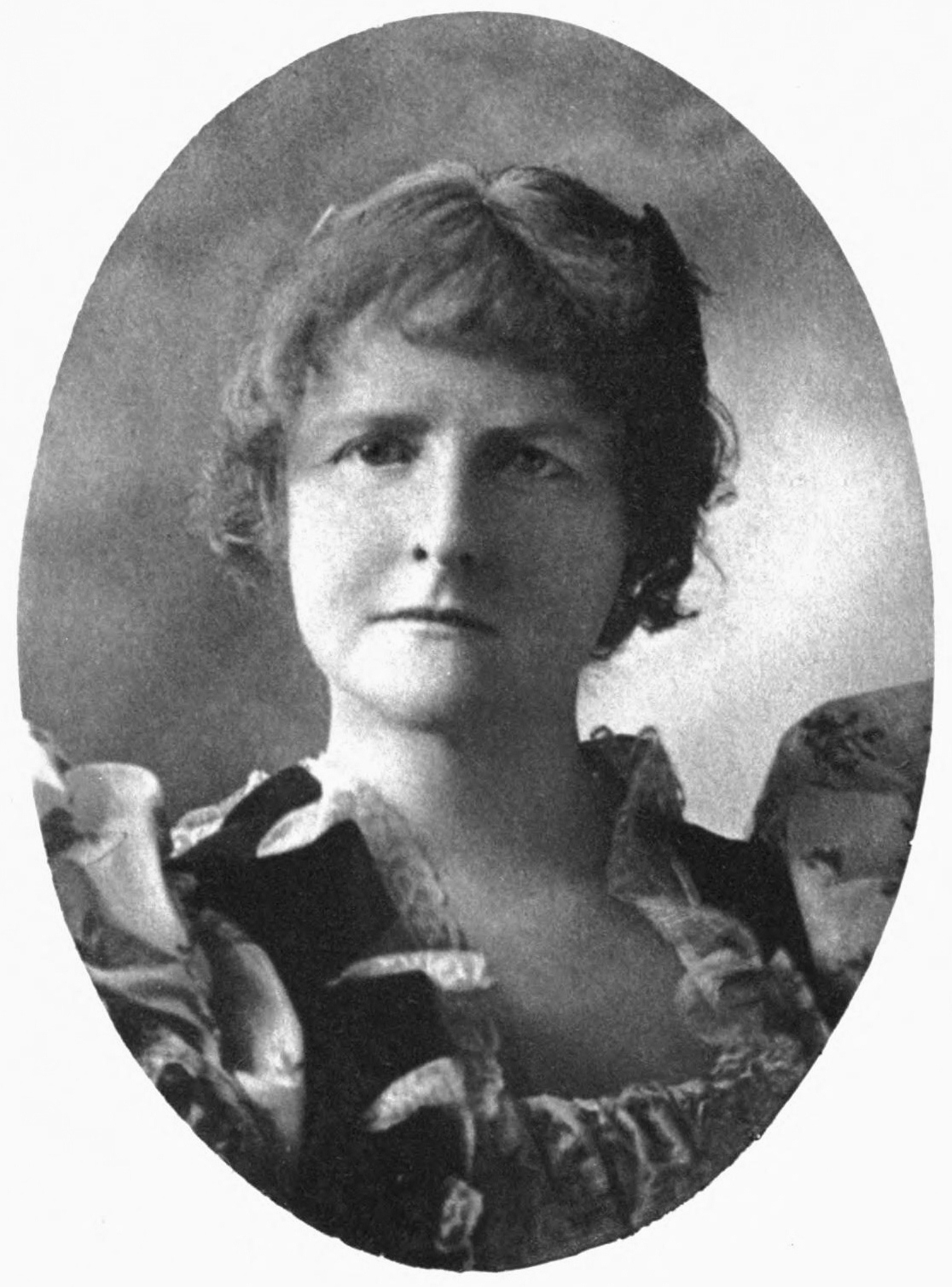
Mary E Wilkins Freeman

Mary Eleanor Wilkins Freeman (Randolph (Massachusetts), 31 ottobre 1852 – Metuchen, 13 marzo 1930) è stata una scrittrice statunitense.

## Biografia
Mary Eleanor Wilkins Freeman nacque a Randolph nel Massachusetts il 31 ottobre 1852, da Eleanor Lothorp e Warren Edward Wilkins.
Nel 1867 la famiglia si trasferì a Brattleboro, nel Vermont, dove Freeman si diplomò alla Brattleboro High School prima di frequentare, solo per un anno (dal 1870 al 1871) il Mount Holyoke Seminary a South Hadley in Massachusetts. Finì poi la sua educazione al Glenwood Seminary a West Brattleboro.
Nel 1883 tornò a Randolph da sola in seguito alla morte dei genitori e dell'unica sorella. Si trasferì dall'amica d'infanzia Mary J. Wales e iniziò a fare la scrittrice come vero e proprio lavoro. Mary J.Wales era solita leggere e ascoltare le bozze delle sue storie prima che le inviasse alle case editrici.
Ebbe modo di visitare il paese e di fare dei viaggi in Europa, e proprio durante una delle sue visite, a Metuchen, New Jersey, nel 1892 conobbe Charles Manning Freeman. I due si sposarono nel gennaio del 1902, e in seguito al matrimonio Mary Freeman, battezzata dai genitori con il nome "Mary Ella", decise di firmare le sue opere successive come "Mary Eleanor Wilkins Freeman", in memoria della madre Eleanor. La coppia si stabilì a Metuchen, dove Mary divenne una celebrità locale grazie ai suoi libri. L'alcolismo di cui soffriva il marito la portò a chiedere ed ottenere la separazione.
Nel 1926 l'American Academy of Arts and Letters conferì all'autrice la William Dean Howells Medal for Distinction in Fiction. Divenne membro del National Institute of Arts and Letters.
Morì a Metuchen il 13 Marzo del 1930, all'età di 77 anni, a causa di un attacco di cuore. Fu sepolta nel cimitero di Hillside a Scotch Plains.

## Carriera
Mary E. Wilkins Freeman iniziò a la sua carriera scrivendo poesie e storie per bambini; dodici di queste sono raccolte nella sua opera Decorative Plaques edita nel 1883.
Le sue opere più conosciute furono scritte tra il 1880 e il 1890, il periodo in cui viveva a Randolph. La sua produzione letteraria comprende in totale ventidue volumi di racconti brevi, più di una cinquantina di saggi poetici e storie, quattordici romanzi, tre opere teatrali, tre volumi di poesie e otto libri per bambini. Più di una dozzina di opere furono pubblicate anche su Harper's Bazaar e Harper's Weekly.
Nel 1882 vinse un concorso promosso dal Boston Sunday Budget con la sua opera prima A Shadow Family. L'edizione del giornale nel quale venne pubblicata è andata perduta, ma la stessa autrice in interviste rilasciate al riguardo non parve rammaricarsene, ammettendo di non ritenerla brillante e definendola "una passabile imitazione di Charles Dickens". Gli elementi "sovrannaturali" della storia come la presenza di fantasmi alludono all'interesse dell'autrice per questo tipo di ambientazione. Le opere appartenenti a questo genere, che non sarà comunque quello a cui farà maggior riferimento nella sua produzione letteraria, saranno raccolte nella collezione "Collected Ghost Stories".
In questa collezione la maggior parte degli undici racconti di cui si compone narra di maledizioni, fantasmi e ombre, morti e sparizioni improvvise. I protagonisti sono spesso famiglie o donne sole, bambini trascurati, e gli eventi si svolgono quasi sempre all'interno di una casa o di un paese.
Un tema ricorrente nei suoi lavori è quello riguardante la vita nel New England; le sue storie descrivono in toni realistici la povertà delle campagne di quella regione e le difficili condizioni di vita dei suoi abitanti, in particolare il loro orgoglio nella perseveranza di fronte alle avversità e la loro fede nella religione calvinista. Un esempio è il suo romanzo più celebre, Pembroke (1894), considerato un classico.
Il New England non è la sola ambientazione utilizzata dalla scrittrice: anche se questo luogo e i suoi abitanti sono ricorrenti nei suoi lavori, Freeman descrisse anche realtà differenti, come per esempio quella delle classi benestanti suburbane del New Jersey, in cui visse durante gli ultimi anni della sua vita.
Mary Freeman è stata definita una femminista per l'anticonvenzionalità dei personaggi femminili presenti nei suoi romanzi: le sue protagoniste, quali ad esempio quelle rappresentate in Calla-Lillies and Hannah e A Taste of Honey, non si presentano come figure deboli o bisognose di protezione, ma come donne forti e perseveranti.

## Opere
- Decorative Plaques (1883)
- The Adventures of Ann (1886)
- A Humble Romance and Other Stories (1887)
- A New England Nun and Other Stories (1891)
- The Revolt of Mother (1891)
- Young Lucretia and Other Stories (1892)
- The Pot of Gold and Other Stories (1892)
- Jane Field (1892)
- Giles Corey (1893)
- Pembroke (1894)
- Comfort Pease and Her Gold Ring (1895)
- Madelon (1896)
- Once Upon A Time (1897)
- Jerome, a Poor Man (1897)
- Silence, and other Stories (1898)
- Mary E. Wilkins, from the inside cover of The people of our neighborhood (1898)
- People of Our Neighborhood (1898)
- of Our Neighbours (1898)
- In Colonial Times (1899)
- The Jamesons (1899)
- Evelina's Garden (1899)
- The Love of Parson Lord and Other Stories (1900)
- The Heart's Highway: A Romance of Virginia in the Seventeenth Century (1900)
- Understudies (1901)
- The Portion of Labor (1901)
- A Far-Away Melody and Other Stories (1902)
- Six Trees (1903)
- The Wind in the Rose Bush and Other Stories of the Supernatural (1903)
- The Givers and Other Stories (1904)
- The Debtor (1905)
- Doc Gordon (1906)
- The Fair Lavinia, and Others (1907)
- By the Light of the Soul (1907)
- The Shoulders of Atlas (1908)
- The Winning Lady, and Others (1909)
- The Green Door (1910)
- The Butterfly House (1912)
- The Yates Pride (1912)
- The Copy–Cat, and Other Stories (1914)
- An Alabaster Box (1917)
- Edgewater People (1918)
- The Best Stories of Mary E. Wilkins (1927)
- Collected Ghost Stories (1974)